# George Cooper
George Cooper, nato George Cooper Healey  (Newark, 12 dicembre 1892 – Sawtelle, 9 dicembre 1943), è stato un attore statunitense.

## Biografia
Nato nel New Jersey, a Newark, iniziò a recitare in teatro. Passò quindi al cinema, dove esordì nel 1911. Nella sua carriera di attore caratterista che sarebbe durata fino al 1940, prese parte a oltre duecento film, usando anche il nome di George Healey.
Dalla moglie Edwina, ebbe quattro figli: Marie Dorothy, George Jr., John F. (detto Jack) e Monica Edwina.
Morì a Sawtelle, in California, il 9 dicembre 1943, tre giorni prima di compiere 51 anni.

## Filmografia

### 1911
- The Old Folks' Sacrifice (1911)
- Forgotten; or, An Answered Prayer, regia di Van Dyke Brooke (1911)
- The Sick Man from the East (1911)

### 1912
- The Struggle (1912)
- His Mother's Shroud (1912)
- The Man Under the Bed (1912)
- The Picture Idol, regia di James Young (1912)
- The Cylinder's Secret (1912)
- The Foster Child, regia di Van Dyke Brooke (1912)
- Wanted, a Sister, regia di James Young (1912)
- The Adventure of the Thumb Print, regia di Van Dyke Brooke (1912)
- At the Eleventh Hour, regia di William V. Ranous (1912)
- The Cross Roads, regia di Frederick A. Thomson (1912)
- Captain Barnacle's Waif, regia di Van Dyke Brooke (1912)
- The Adventure of the Italian Model (1912)
- The Toymaker (1912)
- The Mills of the Gods, regia di Ralph Ince (1912)
- Billy's Burglar, regia di Van Dyke Brooke (1912)
- Too Many Caseys (1912)

### 1913
- Two of a Kind, regia di Bert Angeles (1913)
- The Skull, regia di William V. Ranous (1913)
- The Mouse and the Lion, regia di Van Dyke Brooke (1913)
- The Answered Prayer (1913)
- Dick, the Dead Shot, regia di Van Dyke Brooke (1913)
- Getting Up a Practice, regia di Maurice Costello e William V. Ranous (come W.V. Ranous)
- The Mystery of the Stolen Child, regia di Maurice Costello, William V. Ranous (come W.V. Ranous)
- Cupid Through a Keyhole, regia di Van Dyke Brooke (1913)
- The Butler's Secret, regia di William Humphrey (1913)
- The Drop of Blood, regia di Frederick A. Thomson - cortometraggio (1913)
- Bingles and the Cabaret, regia di Frederick A. Thomson (come Fred Thompson)
- He Fell in Love with His Mother-in-Law, regia di Bert Angeles (1913)
- Salvation Sal, regia di Robert Thornby (1913)
- The Outlaw, regia di Robert Thornby (1913)
- The White Feather, regia di William J. Bauman (1913)
- Sleuths Unawares, regia di Robert Thornby (1913)
- Bianca , regia di Robert Thornby (1913)
- The Right Man, regia di Frederick A. Thomson (1913)
- Tangled Threads, regia di Robert Thornby (1913)
- Any Port in a Storm, regia di William J. Bauman (1913)
- The Face of Fear, regia di William J. Bauman (1913)

### 1914
- Francine, regia di Ulysses Davis (1914)
- The Masked Dancer, regia di Burton L. King (1914)
- The Winner Wins, regia di William J. Bauman (1914)
- The Hero, regia di Frederick A. Thomson (1914)
- The Old Oak's Secret, regia di Robert Thornby (1914)
- Ginger's Reign, regia di Burton L. King (1914)
- Auntie, regia di Burton King (Burton L. King) (1914)
- The Ghosts, regia di William J. Bauman (1914)
- The Night Riders of Petersham, regia di Ulysses Davis (1914)
- Tony, the Greaser, regia di Rollin S. Sturgeon (1914)
- The Tragedy of Whispering Creek, regia di Allan Dwan (1914)
- The Unlawful Trade, regia di Allan Dwan (1914)
- Out in Happy Hollow, regia di Ulysses Davis (1914)
- The Toll, regia di Theodore Marston (1914)
- The Hopes of Blind Alley, regia di Allan Dwan (1914)
- The False and the True, regia di Theodore Marston (1914)
- The Soul of Luigi, regia di Theodore Marston (1914)
- The Apple, regia di Theodore Marston (1914)
- The Greater Motive
- The Wheat and the Tares, regia di Theodore Marston (1914)
- The Unwritten Play, regia di Theodore Marston (1914)
- A Double Error, regia di Theodore Marston (1914)
- Regan's Daughter, regia di Theodore Marston (1914)
- The Love of Pierre Larosse, regia di Theodore Marston (1914)
- Within an Ace, regia di Theodore Marston (1914)
- Netty or Letty
- Saved from a Life of Crime
- The Greater Love, regia di Theodore Marston (1914)

### 1915
- Mother's Roses
- The Man, the Mission and the Maid
- The Wheels of Justice, regia di Theodore Marston (1915)
- A Madcap Adventure
- Twice Rescued, regia di Theodore Marston (1915)
- The Battle of Frenchman's Run
- A Wireless Rescue
- A Fortune Hunter
- Easy Money, regia di Theodore Marston (1915)
- Pawns of Mars
- In the Days of Famine
- Four Grains of Rice
- From Out of the Big Snows
- The Woman in the Box

### 1916
- Thou Art the Man, regia di S. Rankin Drew (1916)
- A Night Out, regia di George D. Baker (1916)
- The Hunted Woman, regia di S. Rankin Drew (1916)
- The Vital Question
- The Suspect, regia di S. Rankin Drew (1916)

### 1917
- Her Secret, regia di Perry N. Vekroff (1917)
- Whistling Dick's Christmas Stocking
- The Auction Block, regia di Laurence Trimble (1917)

### 1918
- Fields of Honor, regia di Ralph W. Ince (1918)
- The Struggle Everlasting, regia di James Kirkwood (1918)
- La stella della taverna nera (Her Man), regia di John Ince e Ralph Ince (1918)

### 1919
- The Dark Star

### 1920
- The Birth of a Soul, regia di Edwin L. Hollywood (1920)
- The Very Idea, regia di Lawrence C. Windom (1920)
- Chains of Evidence, regia di Dallas M. Fitzgerald (1920)
- The Holdup Man
- The Veiled Mystery

### 1921
- For Those We Love
- I Am Guilty
- The Fox

### 1922
- Gente onesta (Turn to the Right), regia di Rex Ingram (1922)
- Home Made Movies
- Bow Wow
- The Glorious Fool
- Suzanna, regia di F. Richard Jones (1922) [1][2]

### 1923
- The Love Letter, regia di King Baggot (1923)
- Quicksands, regia di Jack Conway (1923)
- Little Church Around the Corner
- The Shriek of Araby, regia di F. Richard Jones (1923)
- The Nth Commandment, regia di Frank Borzage (1923)
- The Eternal Three, regia di Marshall Neilan e Frank Urson (1923)
- Flip Flops
- Her Temporary Husband

### 1924
- Through the Dark, regia di George W. Hill (1924)
- No More Women, regia di Lloyd Ingraham (1924)
- Torment
- Scarem Much
- Shanghaied Lovers
- Riders Up
- Behind the Curtain
- Unmarried Wives, regia di James P. Hogan (1924)
- Never Say Die

### 1925
- Smouldering Fires, regia di Clarence Brown (1925)
- The Devil's Cargo
- Frontiera d'anime (The Great Divide), regia di Reginald Barker (1925)
- Just a Woman
- The Lawful Cheater, regia di Frank O'Connor (1925)
- The Goose Woman
- La casa degli eroi (The New Commandment), regia di Howard Higgin (1925)

### 1926
- Shadow of the Law, regia di Wallace Worsley (1926)
- Your Husband's Past
- Red Dice
- The Barrier, regia di George W. Hill (1926)
- The Wise Guy, regia di Frank Lloyd (1926)
- The Unknown Soldier , regia di Renaud Hoffman
- Pals First
- Tin Hats

### 1927
- Women Love Diamonds
- The Lovelorn

### 1928
- Rose-Marie
- The Question of Today
- La sete dell'oro (The Trail of '98), regia di Clarence Brown (1928)
- Le sette aquile
- Il re della piazza

### 1929
- Fiore di Satana
- Lo spettro verde (The Unholy Night), regia di Lionel Barrymore (1929)
- Allegri marinai

### 1930
- Under a Texas Moon
- Numbered Men
- A colpo sicuro (Shooting Straight), regia di George Archainbaud (1930)
- The Girl of the Golden West, regia di John Francis Dillon (1930)
- La spia (Renegades), regia di Victor Fleming (1930)
- Debito d'odio (Paid), regia di Sam Wood (1930)

### 1931
- Gentleman's Fate
- Laughing Sinners
- The Hot Spot, regia di Donald Gallaher (1931)
- The Wide Open Spaces

### 1932
- Ingratitudine (Emma), regia di Clarence Brown (1932)
- Il coraggio della paura (Sky Devils), regia di A. Edward Sutherland
- Night Court
- Flames
- Blondie of the Follies, regia di Edmund Goulding (1932)
- Io sono un evaso (I Am a Fugitive from a Chain Gang), regia di Mervyn LeRoy (1932)
- Forbidden Trail
- Uptown New York

### 1933
- Il giocatore (Grand Slam), regia di William Dieterle (1933)
- Soldiers of the Storm
- Mary Stevens, M.D.
- Signora per un giorno (Lady for a Day), regia di Frank Capra (1933)
- Wild Boys of the Road
- Day of Reckoning, regia di Charles Brabin (1933)
- Sempre nel mio cuore (Ever in My Heart), regia di Archie L. Mayo (1933)
- Havana Widows
- Before Midnight

### 1934
- The Big Shakedown
- Return of the Terror
- The Personality Kid
- Strettamente confidenziale (Broadway Bill), regia di Frank Capra (1934)
- Murder in the Clouds
- West of Pecos, regia di Phil Rosen (1934)

### 1935
- Doubting Thomas

### 1936
- Anything Goes
- È arrivata la felicità
- Federal Agent
- The Phantom Rider
- Missing Girls
- Sitting on the Moon
- Ride 'Em Cowboy
- Adventure in Manhattan
- Sos apparecchio 107

### 1937
- We're on the Jury
- Amanti di domani (When You're in Love)
- Step Lively, Jeeves!, regia di Eugene Forde (1937)
- The Man Who Found Himself
- That I May Live
- Riders of the Dawn
- Tigre verde
- Portia on Trial
- The Duke Comes Back

### 1938
- West of Rainbow's End, regia di Alan James (1938)
- The Canary Comes Across, regia di Will Jason - cortometraggio (1938)
- Vacanze d'amore (Having Wonderful Time), regia di Alfred Santell (1938)
- The Chaser, regia di Edwin L. Marin (1938)
- The Missing Guest, regia di John Rawlins (1938)
- La città dei ragazzi (Boys Town), regia di Norman Taurog (1938)
- The Mexicali Kid, regia di Wallace Fox (1938)
- Say It in French, regia di Andrew L. Stone (1938)
- Men of Steel, regia di Sammy Lee - cortometraggio (1938)
- Sweethearts, regia di W. S. Van Dyke e, non accreditato, Robert Z. Leonard (1938)

### 1939
- Sfida a Baltimora (Stand Up and Fight), regia di W.S. Van Dyke II (1939)
- Lucky Night
- They All Come Out, regia di Jacques Tourneur (1939)
- L'ultimo ricatto
- Mr. Smith va a Washington (Mr. Smith Goes to Washington), regia di Frank Capra (1939)

### 1940
- Questa donna è mia